# Gòral cuallarg
El gòral cuallarg (Naemorhedus caudatus) és una espècie de caprí que viu a les muntanyes de l'est i el nord d'Àsia, incloent-hi Rússia, la Xina i Corea. Existeix una població d'aquesta espècie a la zona desmilitaritzada de Corea, a prop de la via de la línia Donghae Bukbu. L'espècie és classificada com a amenaçada a Corea del Sud, amb una població estimada de menys de 250 exemplars. Se l'ha designat com a monument natural de Corea del Sud no. 217. El 2003, s'informà que l'espècie era present a Arunachal Pradesh, al nord-est de l'Índia.